# 亞歷山大·庫茲穆克
亞歷山大·伊萬諾維奇·庫茲穆克（羅馬化：Oleksandr Ivanovych Kuzmuk；1954年4月17日—），乌克兰政治人物和军事指挥官，陸軍上將，地区党成员，曾于1996年至2001年及2004年至2005年两度担任烏克蘭國防部長。亦曾于1995-1996年担任乌克兰国民警卫队指挥官。